# Montjoire
Montjoire es una comuna francesa situada en el departamento de Alto Garona, en la región de Occitania.

## Demografía
| 522 | 530 | 633 | 843 | 918 | 1018 | 1304 |
| Para los censos de 1962 a 1999 la población legal corresponde a la población sin duplicidades (Fuente: INSEE [Consultar]) |     |     |     |     |      |      |